# Аніта Екберг
Керстін Аніта Маріанне Екберг (швед. Kerstin Anita Marianne Ekberg, 29 вересня 1931 — 11 січня 2015) — шведська фотомодель, акторка та секс-символ 1950-х. Найбільш відома роллю Сільвії у фільмі Федеріко Фелліні «Солодке життя» 1960 року.

## Біографія
Народилася 29 вересня 1931 в Мальме (швед. Malmö) найстаршою дочкою і шостою з восьми дітей. У підлітковому віці працювала моделлю. У 1950 році за ініціативою матері Екберг взяла участь у конкурсі «Міс Мальме». А у наступному 1951 році виграла конкурс «Міс Швеції» і вирушила підкорювати Голлівуд, хоч дуже слабко володіла англійською. Екберг не виграла конкурс краси «Міс Всесвіт», але як одна з шести фіналісток  уклала контракт зі студією «Universal Studios». На студії вона вивчала основи театральної гри, ораторського мистецтва, танців, верхової їзди та фехтування.
Поєднання гарної статури Екберг з її яскравим приватним життям (наприклад, її добре відомі романи з видними постатями Голлівуду, такими як Френк Сінатра, Тайрон Павер, Юл Бріннер, Род Тейлор і Еррол Флінн) привабили до неї увагу журналів Confidential, Playboy, і незабаром вона стала основною пін-ап дівчиною 1950-х. Крім того, Екберг брала участь у рекламних трюках. Вона якось розповіла, що «випадковий» інцидент, в якому її сукня розхилилася в холі лондонського готелю «Berkeley Hotel», був спланований фотографом.
У 1953 вона з'явилася у фільмах «Universal Studios»: «Ебботт та Костелло вирушають на Марс» і «Золоте лезо».
Попрацювавши деякий час моделлю у середині 1950-х, Екберг увірвалася до кіноіндустрії. Вона грала у серіалах «Касабланка» (Casablanca, 1955) та «Особистий секретар» (Private Secretary, 1953—1957). Також мала маленьку роль у фільмі «Кров Еллі» (Blood Alley, 1955) поруч з Джоном Вейном і Лорен Бекол. Вона з'явилася з Діном Мартіном і Джері Льюїсом у комедійному мюзиклі «Артисти і моделі» (Artists and Models, 1955) і «Голлівуд або банкрутство» (Hollywood or Bust, 1956), усі фільми зняті на кіностудії Paramount Pictures. Якийсь час її називали «Мерилін Монро з Парамаунт».
Підписавши контракт зі студією Джона Вейна, вона виграла «Золотий глобус» за роль китаянки в пригодницькому фільмі «Кривава алея» (1955). В історію кіно увійшла завдяки ролі примхливої суперзірки у фільмі «Солодкого життя» Федеріко Фелліні, який пізніше зняв її в «Боккаччо-70», «Клоун» і «Інтерв'ю».

## Фільмографія
- 1953 — Ебботт та Костелло вирушають на Марс
- 1957 — Інтерпол
- 1956 — Війна і мир
- 1960 — Солодке життя / (La dolce vita) — Сільвія
- 1962 — Боккаччо-70 (Boccaccio '70) — Аніта
- 1963 — Четверо з Техасу
- 1963 — Називай мене Бвана (Call Me Bwana) — Люба
- 1966 — Вибачте, ви за чи проти? / (Scusi, lei è favorevole o contrario?) — баронеса Ольга
- 1967 — Сім разів жінка
- 1969 — Блондинка – приманка для вбивці
- 1987 — Інтерв'ю